# Cyperns Davis Cup-lag
Cyperns Davis Cup-lag styrs av cypriotiska tennisförbundet och representerar Cypern i tennisturneringen Davis Cup, tidigare International Lawn Tennis Challenge. Cypern debuterade i sammanhanget 1985,  och förlorade sina tio första matcher innan man slog Kongo. Laget har spelat i Europa-Afrikazonens Grupp I.